# DDR-Eishockeymeisterschaft 1963/64
Die DDR-Eishockeymeisterschaft 1963/64 wurde ab dem 21. Februar 1964 ausgetragen. An der Oberliga nahmen sechs Mannschaften teil. Fünf weitere Mannschaften starteten in der Liga. Die Gruppenliga wurde erweitert, indem man die Lausitzer Teams auf zwei Staffeln aufteilte. Mit dem Gruppenliga-Debütanten SG Dynamo Malchin gehörte erstmals auch ein Team aus dem Bezirk Neubrandenburg einer der drei höchsten Spielklassen im DDR-Eishockey an; das Team wurde in die von Lausitzer Teams dominierte Staffel 5 eingegliedert.

## Meistermannschaft
| SG Dynamo Weißwasser | Klaus Hirche – Jürgen Kraske, Bernd Engelmann, Werner Engelmann, Heinz Schildan, Siegfried Böttcher, Werner Domke, Manfred Krause, Heinz Kuczera, Horst Heinze, Reiner Leitko, Erich Novy, Manfred Buder, Wilfried Sock, Reiner Tudyka, Bernd Poindl, Helmut Novy, Joachim Franke, Rüdiger Noack |

## Oberliga
Ergebnisse
- 01/11/1964 SC Empor Rostock - ASK Vorwärts Crimmitschau 2-6
- 22/02/1964 SC Empor Rostock - Berliner TSC 4-1
- 22/02/1964 SC Karl-Marx Stadt - SG Dynamo Weißwasser 1-6
- 22/02/1964 SC Dynamo Berlin - ASK Vorwärts Crimmitschau 3-3
- 23/02/1964 SC Dynamo Berlin - SC Karl-Marx Stadt 2-2
- 23/02/1964 ASK Vorwärts Crimmitschau - SG Dynamo Weißwasser 3-3
- 29/02/1964 Berliner TSC - SC Dynamo Berlin 3-7 [in Weißwasser]
- 29/02/1964 SG Dynamo Weißwasser - SC Empor Rostock 10-1
- 29/02/1964 ASK Vorwärts Crimmitschau - SC Karl-Marx Stadt 6-3 [in Weißwasser]
- 01/03/1964 SG Dynamo Weißwasser - SC Dynamo Berlin 2-3
- 01/03/1964 ASK Vorwärts Crimmitschau - SC Empor Rostock 8-5 [in Weißwasser]
- 01/03/1964 SC Karl-Marx Stadt - Berliner TSC 4-4
- 07/03/1964 SG Dynamo Weißwasser - Berliner TSC 7-0
- 07/03/1964 SC Empor Rostock - SC Karl-Marx Stadt 1-4
- 07/03/1964 ASK Vorwärts Crimmitschau - SC Dynamo Berlin 2-4
- 08/03/1964 Berliner TSC - SC Karl-Marx Stadt 5-0
- 08/03/1964 SG Dynamo Weißwasser - ASK Vorwärts Crimmitschau 8-1
- 11/03/1964 ASK Vorwärts Crimmitschau - Berliner TSC 5-1
- 14/03/1964 SG Dynamo Weißwasser - SC Karl-Marx Stadt 6-2 [in Berlin]
- 14/03/1964 SC Dynamo Berlin - SC Empor Rostock 10-7
- 15/03/1964 SC Dynamo Berlin - Berliner TSC 10-3
- 15/03/1964 SC Karl-Marx Stadt - SC Empor Rostock 5-1 [in Berlin]
- 21/03/1964 SC Karl-Marx Stadt - SC Dynamo Berlin 1-5 [in Berlin]
- 21/03/1964 Berliner TSC - ASK Vorwärts Crimmitschau 3-2
- 21/03/1964 SC Empor Rostock - SG Dynamo Weißwasser 3-8 [in Berlin]
- 22/03/1964 SC Dynamo Berlin - SG Dynamo Weißwasser 1-4
- 22/03/1964 SC Empor Rostock - ASK Vorwärts Crimmitschau 0-4 [in Berlin]
- 26/03/1964 SC Karl-Marx Stadt - ASK Vorwärts Crimmitschau 2-6 [in Rostock]
- 27/03/1964 SC Empor Rostock - SC Dynamo Berlin 6-7
- 27/03/1964 Berliner TSC - SG Dynamo Weißwasser 3-4 [in Rostock]
- 29/03/1964 Berliner TSC - SC Empor Rostock 3-6

| Pl. | Verein                    | Sp. | S | U | N | Tore  | Punkte |
| --- | ------------------------- | --- | - | - | - | ----- | ------ |
| 1.  | SG Dynamo Weißwasser (M)  | 10  | 8 | 1 | 1 | 58:18 | 17:03  |
| 2.  | SC Dynamo Berlin          | 10  | 7 | 2 | 1 | 52:33 | 16:04  |
| 3.  | ASK Vorwärts Crimmitschau | 10  | 5 | 2 | 3 | 40:32 | 12:08  |
| 4.  | SC Karl-Marx-Stadt1       | 10  | 2 | 2 | 6 | 24:42 | 06:14  |
| 5.  | Berliner TSC2             | 10  | 2 | 1 | 7 | 26:49 | 05:15  |
| 6.  | SC Empor Rostock          | 10  | 2 | 0 | 8 | 34:60 | 04:16  |

|     | DDR-Meister                     |
|     | Relegation gegen Sieger 1. Liga |
| (M) | Titelverteidiger                |

## Relegation (Oberliga – Liga)
| SC Empor Rostock   | – | SC Turbine Erfurt | 19:30–04:4 |
| (Oberliga-Letzter) |   | (Liga-Meister)    |            |

Der SC Empor Rostock verblieb damit in der Oberliga. Der unterlegene Liga-Meister aus Erfurt bekam kurz vor Beginn der kommenden Saison ebenfalls das Startrecht für die Oberliga, nachdem die höchste Spielklasse per Verbandsbeschluss kurzfristig um zwei Startplätze aufgestockt worden war.

## Liga
Die als vierter Teilnehmer vorgesehene BSG Lok Zittau hatte vor Saisonbeginn in die Gruppenliga zurückgezogen.
| Pl. | Verein                       | Sp. | S | U | N | Tore  | Punkte |
| --- | ---------------------------- | --- | - | - | - | ----- | ------ |
| 1.  | SC Turbine Erfurt            | 8   | 6 | 1 | 1 | 51:24 | 13:03  |
| 2.  | ASK Vorwärts Crimmitschau II | 73  | 4 | 1 | 2 | 45:21 | 09:05  |
| 3.  | ASG Vorwärts Crimmitschau    | 73  | 3 | – | 4 | 31:40 | 06:08  |
| 4.  | SC Einheit Dresden           | 8   | 3 | – | 5 | 35:49 | 06:10  |
| 5.  | BSG Chemie Leuna             | 8   | 2 | – | 6 | 26:54 | 04:12  |

3Das fehlende Spiel zwischen den beiden Crimmitschauer Mannschaften wurde vermutlich nicht ausgetragen.
|  | Für die Relegation zur Oberliga qualifiziert  |
|  | Relegation gegen Vize-Meister der Gruppenliga |
|  | Abstieg in die Gruppenliga                    |

## Relegation (Liga – Gruppenliga)
Ursprünglich sollte der Platz des Gruppenliga-Vertreters von deren Vize-Meister eingenommen werden, jedoch nahmen sowohl die BSG Aufbau Schönheide als auch die beiden als Nachrücker nominierten unterlegenen Halbfinalisten SG Dynamo Schierke und BSG Stahl Brotterode ihr Recht auf einen möglichen Liga-Aufstieg nicht wahr. An ihrer Stelle startete schließlich der fünfte Staffelsieger.
| SC Einheit Dresden | – | ESG Lok Zittau                    | 2:40–06:3 |
| (Liga-Vorletzter)  |   | (Fünftplatzierter d. Gruppenliga) |           |

Der SC Einheit Dresden durfte damit in der Liga verbleiben. Aufgrund der kurzfristigen Oberliga-Aufstockung wurde Dresden dann sogar in die Oberliga hochgestuft, nachdem die ursprünglich dafür vorgesehene ASG Vorwärts Crimmitschau darauf verzichtete und ebenso wie der – nicht für die Oberliga spielberechtigte – ASK Vorwärts Crimmitschau II für die kommende Saison in die Gruppenliga zurückgezogen hatte. Die als direkter Absteiger in die Gruppenliga feststehende BSG Chemie Leuna nahm den Platz der Dresdner ein und durfte auch im kommenden Jahr in der Liga starten. Der unterlegene Gruppenliga-Vertreter aus Zittau bekam ebenfalls das Startrecht für die zweite Spielklasse eingeräumt, die – einschließlich des Gruppenliga-Meisters SG Dynamo Malchin – letztlich nur drei Teams umfassen sollte.

## Gruppenliga

### Gruppenliga-Meisterschaft
| SG Dynamo Malchin | – | BSG Aufbau Schönheide | 6:3 |

Die SG Dynamo Malchin – in dieser Gruppenliga-Saison einziger Teilnehmer aus dem Norden der Republik – stieg als Meister in die Liga auf. Für die unterlegene BSG Aufbau Schönheide bot sich in der Relegation gegen den Liga-Vorletzten SC Einheit Dresden eine weitere Aufstiegschance, auf die letztendlich verzichtet wurde.
| BSG Stahl Brotterode | – | BSG Aufbau Schönheide | ??  |
| (Sieger Staffel 1)   |   | (Sieger Staffel 3)    |     |
| SG Dynamo Schierke   | – | SG Dynamo Malchin     | 9:5 |
| (Sieger Staffel 2)   |   | (Sieger Staffel 4/5)  |     |

| ESG Lok Zittau     | – | SG Dynamo Malchin  | 3:5 |
| (Sieger Staffel 4) |   | (Sieger Staffel 5) |     |

### Vorrunde – Staffel 1
| Pl. | Verein                       | Sp. | S | U | N | Tore  | Punkte |
| --- | ---------------------------- | --- | - | - | - | ----- | ------ |
| 1.  | BSG Stahl Brotterode         | 6   | 5 | – | 1 | 66:16 | 10:02  |
| 2.  | ASG Vorwärts Oberhof         | 6   | 4 | – | 2 | 34:18 | 08:04  |
| 3.  | BSG Empor Ilmenau (N)        | 1   | 1 | – | – | 07:0  | 02:0   |
| 4.  | BSG Lokomotive Meiningen (N) | 3   | 1 | – | 2 | 06:23 | 02:04  |
| 5.  | BSG Motor Eisenach (N)       | 2   | – | – | 2 | 04:23 | 00:04  |
| 6.  | BSG Motor Weimar (N)         | 4   | – | – | 4 | 12:49 | 00:08  |

### Vorrunde – Staffel 2
Die als fünfter Teilnehmer vorgesehene BSG Stahl Ilsenburg hatte vor Saisonbeginn zurückgezogen.
| Pl. | Verein                       | Sp. | S | U | N | Tore  | Punkte |
| --- | ---------------------------- | --- | - | - | - | ----- | ------ |
| 1.  | SG Dynamo Schierke           | 4   | 2 | 1 | 1 | 25:19 | 05:03  |
| 2.  | BSG Einheit Ballenstedt      | 4   | 2 | 1 | 1 | 20:14 | 05:03  |
| 3.  | BSG Chemie Granschütz (N)    | 5   | 2 | 1 | 2 | 32:27 | 05:05  |
| 4.  | HSG Wissenschaft KMU Leipzig | 5   | 1 | 1 | 3 | 17:34 | 03:07  |

### Vorrunde – Staffel 3
| Pl. | Verein                           | Sp. | S | U | N | Tore  | Punkte |
| --- | -------------------------------- | --- | - | - | - | ----- | ------ |
| 1.  | BSG Aufbau Schönheide            | 8   | 6 | 2 | – | 39:20 | 14:02  |
| 2.  | SG Dynamo Klingenthal            | 4   | 2 | 1 | 1 | 12:17 | 05:03  |
| 3.  | BSG Traktor Eibenstock           | 4   | 1 | 1 | 2 | 16:17 | 03:05  |
| 4.  | ASG Vorwärts Crimmitschau II     | 3   | 1 | – | 2 | 08:11 | 02:04  |
| 5.  | BSG Vater Jahn Annaberg-Buchholz | 3   | 1 | – | 2 | 11:17 | 02:04  |
| 6.  | TSG Muldental Wilkau-Haßlau4     | 5   | – | 2 | 3 | 15:22 | 02:08  |

### Vorrunde – Staffel 4
Die ESG (ehemals BSG) Lok Zittau II musste aufgrund des Rückzugs der ersten Mannschaft die Gruppenliga verlassen.
| Pl. | Verein                | Sp. | S | U | N | Tore  | Punkte |
| --- | --------------------- | --- | - | - | - | ----- | ------ |
| 1.  | ESG Lok Zittau5 (A)   | 4   | 3 | – | 1 | 40:07 | 06:02  |
| 2.  | SG Drespo Dresden (N) | 4   | 3 | – | 1 | 37:13 | 06:02  |
| 3.  | BSG Einheit Geising   | 2   | – | – | 2 | 03:31 | 00:04  |
| 4.  | BSG Einheit Görlitz   | 2   | – | – | 2 | 04:33 | 00:04  |

### Vorrunde – Staffel 5
| Pl. | Verein                 | Sp. | S | U | N | Tore  | Punkte |
| --- | ---------------------- | --- | - | - | - | ----- | ------ |
| 1.  | SG Dynamo Malchin (N)  | 3   | 3 | – | – | 35:06 | 06:0   |
| 2.  | BSG Aktivist Lohsa     | 5   | 3 | 1 | 1 | 30:23 | 07:03  |
| 3.  | SG Boxberg (N)         | 5   | 2 | 2 | 1 | 12:31 | 06:04  |
| 4.  | BSG Traktor Groß Düben | 5   | – | 1 | 4 | 15:34 | 01:09  |

|     | Für die Gruppenliga-Meisterschaft qualifiziert |
| (A) | Liga-Absteiger                                 |
| (N) | Neuling                                        |

## Qualifikation zur Gruppenliga 1964/65
Es sind keine Aufstiegsspiele bekannt.
Da mit der BSG Einheit Geising für kommende Saison ein Vertreter aus dem Bezirk Dresden freiwillig auf seinen Start verzichtete, durften aus diesem Bezirk zwei neue Teams nachrücken. Insgesamt meldeten folgende Bezirksligisten für kommende Saison in die Gruppenliga:
- BSG Chemie Leuna II (Bez. Halle)
- ESG Zittau II6 (Bez. Dresden)
- ZSG Seifhennersdorf (Bez. Dresden)
- BSG Stahl Eisenhüttenstadt7 (Bez. Frankfurt (Oder))
- BSG Fortschritt Lichtenstein (Bez. Karl-Marx-Stadt)

## Namensänderungen
1Der SC Karl-Marx-Stadt startete in der Vorsaison unter dem Namen SC Wismut Karl-Marx-Stadt.

2Der Berliner TSC startete in der Vorsaison unter dem Namen SC Einheit Berlin.

4Die TSG Muldental Wilkau-Haßlau startete in der Vorsaison unter dem Namen BSG Wismut Wilkau-Haßlau.

5Die ESG Lok Zittau startete in der Vorsaison unter dem Namen BSG Lok Zittau.

6Die ESG Lok Zittau II startete in der Vorsaison unter dem Namen BSG Lok Zittau II.

7Die BSG Stahl Eisenhüttenstadt war jahrelang bis zu ihrem Abstieg 1960 unter dem Namen BSG Stahl Stalinstadt gestartet.

## Einzelnachweis
1. ↑  Verspätete Eishockeymeisterschaft. In: Neues Deutschland. Archiv der Staatsbibliothek zu Berlin, 18. Februar 1964, archiviert vom Original (nicht mehr online verfügbar) am 6. März 2016; abgerufen am 13. Oktober 2013 (kostenlose Anmeldung erforderlich).